# Теректи (Жезказганська міська адміністрація)
Теректи́ (каз. Теректі) — село у складі Жезказганської міської адміністрації Улитауської області Казахстану. Входить до складу Кенгірського сільського округу.
Населення — 295 осіб (2021; 428 у 2009, 532 у 1999, 623 у 1989).
Національний склад станом на 1989 рік:
- казахи — 100 %.

У радянські часи селище називалось також Теректі.